# Chodzież
Chodzież [ˈxɔd͡ʑeʂ]  est une ville de la voïvodie de Grande-Pologne, en Pologne. C'est le siège administratif de la gmina de Chodzież et du powiat de Chodzież.

## Géographie
La ville est située dans la région historique de Grande-Pologne, à environ 75 kilomètres au nord de Poznań, la capitale régionale. Elle s'étend sur 12,77 km2 et comptait 19 525 habitants en 2009.
Contrairement à la majeure partie de la Grande-Pologne, la région de Chodzież est très caractéristique par ses lacs et ses forêts, mais l'agriculture reste toujours très présente. La ville elle-même est au bord d'un lac. À cinq kilomètres de la ville, la colline de Gonstyniec culmine à 192 mètres de hauteur, ce qui en fait le plus haut sommet de la région géographique de la Grande-Pologne.

## Histoire
La première trace écrite mentionnant le nom de la ville remonte à 1403. Chodzież a acquis ses droits de ville quelques années plus tard, en 1434. Peu tard des ouvriers, d'abord des tisserands et des teinturier s'établissaient ici. Après la première guerre du Nord (1655–1660), une deuxième vague d'immigrants  s'est étendue sur la ville.

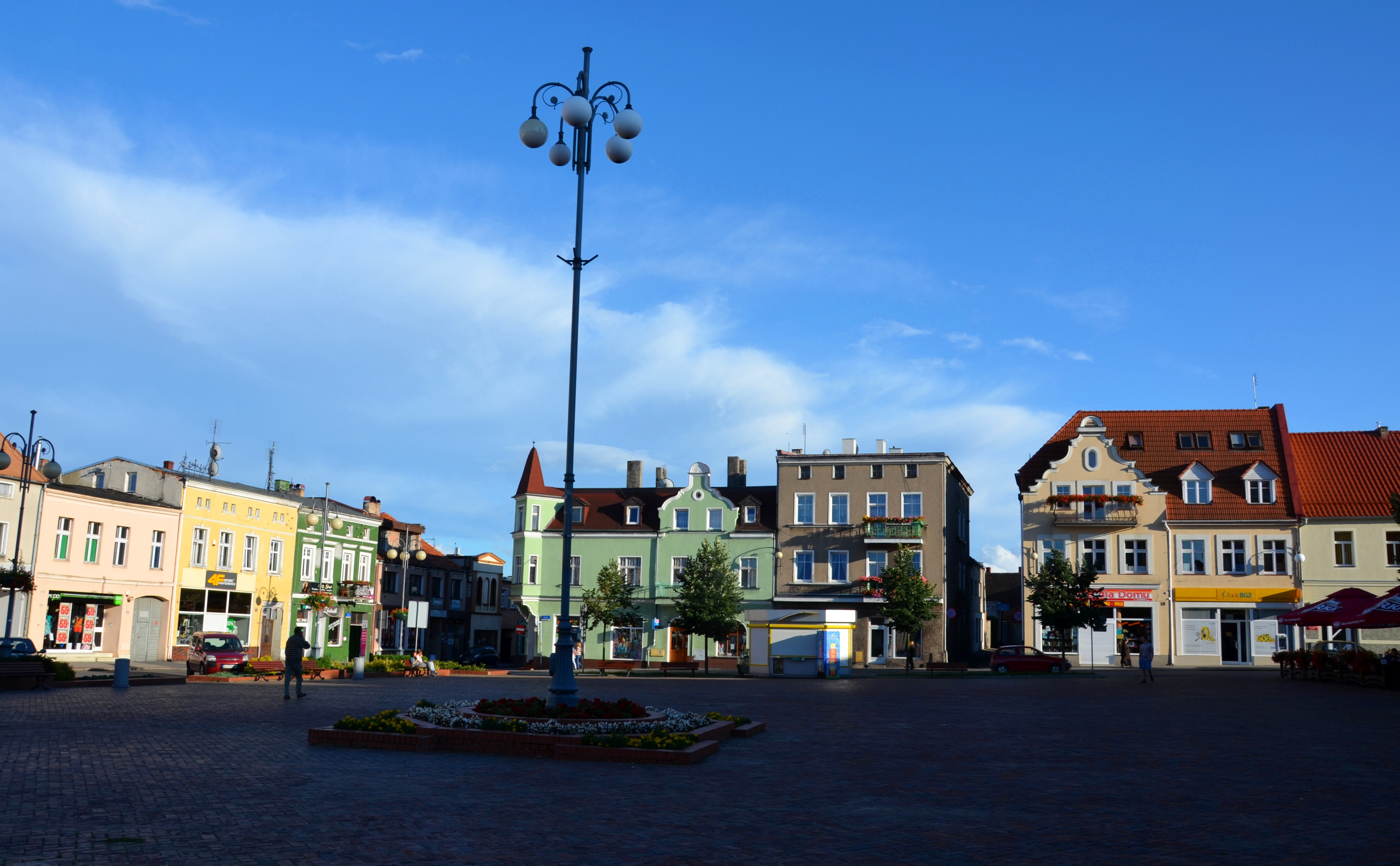
Place du marché.

Lors du premier partage de la Pologne, en 1772, Chodzież faisait partie du royaume de Prusse. Dès 1818, la ville était incorporée dans l'arrondissement de Colmar-en-Posnanie (de) dans le district de Bromberg au sein du grand-duché de Posen (jusqu'en 1848) puis de la province de Posnanie. En 1878, elle a été renommée Colmar in Posen. Après la Première Guerre mondiale et la révolution allemande de 1918-1919, se déclencha l'insurrection de Grande-Pologne. Aux termes du traité de Versailles, la ville revint à la république de Pologne.
Durant la Seconde Guerre mondiale, à partir de 1939, Chodzież est à nouveau occupée par les troupes allemandes et fut incorporée dans le Reichsgau Wartheland. La ville est conquise par l'Armée rouge au cours de l'offensive Vistule-Oder en janvier 1945. Les quelques habitants allemands restants ont été expulsés.
De 1975 à 1998, la ville faisait partie du territoire de la voïvodie de Piła. Depuis 1999, la ville fait partie du territoire de la voïvodie de Grande-Pologne.

## Monuments

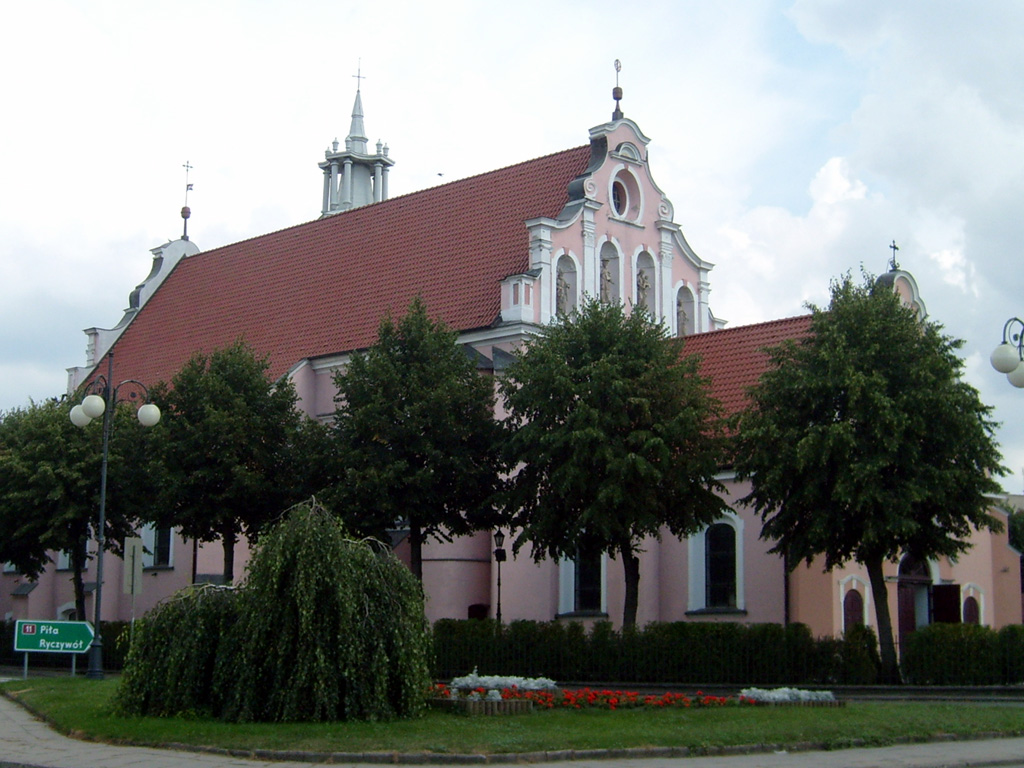
L'église Saint Florian (de jour).

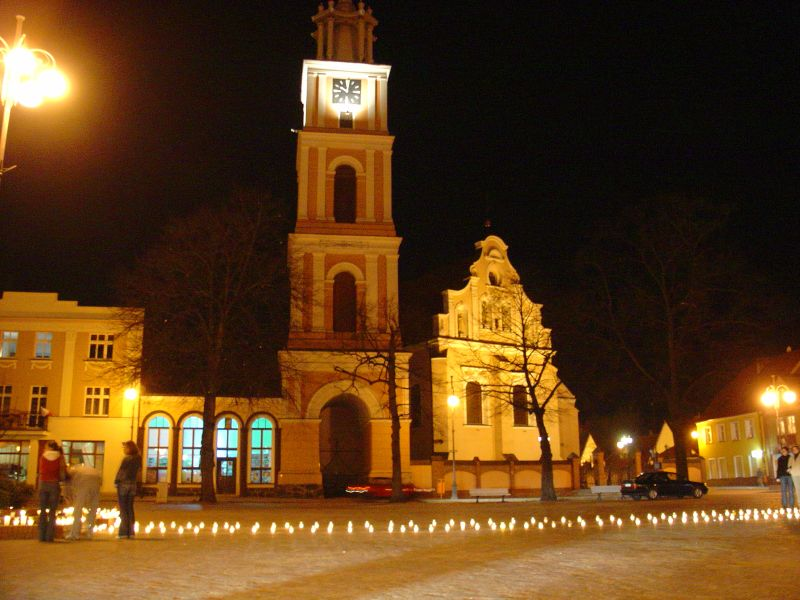
L'église Saint Florian et le beffroi (de nuit).

- l'église gothique Saint Florian, construite lors de la première moitié du XVe siècle puis reconstruite en 1668 ;
- le beffroi construit en 1840 ;
- les restes du château du XVe - XVIe siècle ;
- le manoir des XIXe et XXe siècles, aujourd'hui transformé en hôtel-restaurant ;
- le sanatorium, ouvert en 1925.

## Structure du terrain
D'après les données de 2002, la superficie de la commune de Chodzież est de 12,77 km², répartis comme tel :
- terres agricoles : 34 %
- forêts : 18 %

La commune représente 1,88 % de la superficie du powiat.

## Démographie
Données du 31 décembre 2009 :
| description        | Total  | Total | Femmes | Femmes | Hommes | Hommes |
| ------------------ | ------ | ----- | ------ | ------ | ------ | ------ |
| Unité              | Nombre | %     | Nombre | %      | Nombre | %      |
| population         | 19 525 | 100   | 10 330 | 52,9   | 9195   | 47,1   |
| Densité (hab./km²) | 1529   | 1529  | 808    | 808    | 721    | 721    |

## Voies de communication
- Routière :

La ville est traversée par la route nationale 11 (qui relie Koszalin à Katowice, la route secondaire 193 (pl) (qui rejoint la ville à Margonin et Gołańcz) et la route secondaire 191 (pl) (qui rejoint la ville à Szamocin.
- Ferroviaire :

La ligne ferroviaire n°354 (qui relie Poznań à Piła) passe par la ville.

## Jumelages
- Nottuln (Allemagne)
- Stronie Śląskie (Pologne)

## Personnalités
- Adam Harasiewicz (né en 1932), pianiste